# Antonin-Dalmace Sertillanges
Antonin-Dalmace Sertillanges, conosciuto anche come Antonin-Gilbert Sertillanges, o Antonin Sertillanges (Clermont-Ferrand, 16 novembre 1863 – Sallanches, 26 luglio 1948), è stato un filosofo e teologo francese, considerato fra i massimi esponenti del neotomismo della prima metà del Novecento.

## Biografia
Nel 1883 entra nell'ordine domenicano, mutando il proprio nome in quello di Antonin-Gilbert Sertillanges. Responsabile di redazione della Revue thomiste, nel 1900, viene nominato professore di etica presso l'Istituto cattolico di Parigi (Institut catholique de Paris), dove resterà fino al 1922. L'apparizione del suo esteso saggio Thomas d'Aquin (1910), lo fa conoscere nel suo paese e a livello internazionale. Nel 1918 viene eletto membro dell'Accademia di Scienze morali e politiche di Francia (Académie des sciences morales et politiques). Dopo un lungo soggiorno a Gerusalemme (1923), si trasferisce nel convento di Le Saulchoir per insegnare etica sociale, imponendosi sempre più come uno dei massimi rappresentanti del neotomismo francese, insieme a Jacques Maritain ed Étienne Gilson. Di nuovo a Parigi dal 1940, muore, ottantacinquenne, in un convento dell'Alta Savoia, durante un convegno.

## Pensiero ed opera
Secondo Sertillanges, ogni attività umana ed ogni sapere trova la propria ragione di essere nel cristianesimo. In Le Christianisme et les philosophies, in due volumi, del 1939 e 1941 (Il Cristianesimo e le filosofie), tratteggia i dati salienti del proprio pensiero sui rapporti che intercorrono fra cristianesimo e filosofia. Dopo l'apparizione dei Vangeli non può esistere filosofia alcuna che possa prescindere dal loro insegnamento. Scrive Sertillanges: «Senza il cristianesimo non esisterebbe alcuna filosofia accettabile...tutte quelle comparse successivamente al Vangelo, per quanto utili se fuse con esso, non avrebbero potuto, da sole, essere di giovamento alla nostra civiltà...»
Il teologo francese è anche un profondo conoscitore ed estimatore di san Tommaso, cui si è avvicinato fin da quando, negli anni novanta dell'Ottocento, è responsabile di redazione della Revue thomiste (Rivista tomista). La biografia del santo (Thomas d'Aquin, che, come si è già accennato, vede la luce nel 1910 (San Tommaso d'Aquino), è un'opera imprescindibile per tutti coloro che desiderano approfondire lo studio della vita e dell'opera dell'Aquinate. Successivamente tornerà ad occuparsi di san Tommaso in La philosophie morale de Saint Thomas D'Aquin (1916) e ne Les grandes thèses de la philosophie thomiste (Le grandi tesi della filosofia tomista), del 1928. Di San Tommaso il domenicano apprezza l'acuta intelligenza sorretta da una solida fede e da una vigorosa tensione spirituale. Riesce inoltre a cogliere la modernità del messaggio contenuto nella metafisica dell'esse dell'Aquinate, e la profonda autonomia da Aristotele che pure il Santo considera il proprio maestro. Scrive Sertillanges: «...non esita ad allontanarsi dall'autorità di Aristotele ogni qualvolta gli sembra di averne giusto motivo...San Tommaso risolleva la dottrina di Aristotele e l'arricchisce smisuratamente...»
Sertillanges è anche noto per i propri studi su Blaise Pascal (Blaise Pascal, 1941) e su Henri Bergson (Henri Bergson et le catholicisme, 1941), al quale era legato da profonda amicizia. Grande diffusione hanno tuttora alcuni suoi saggi di teologia a carattere divulgativo fra cui Cathécisme des incroyants, del 1930 (Catechismo degli increduli), Dieu ou rien?, 1933 (Dio o niente?), e di ispirazione morale, come La vie catholique data alle stampe nel 1921 (Vita cattolica) e  Recueillement del 1935 (Dieci minuti di cultura spirituale ogni giorno). Il teologo non ha trascurato alcuni aspetti estetici legati al culto, come il resoconto di viaggi Un pélerinage artistique à Florence (1895) e Art et apoleogétique (1909).

## Opere pubblicate (selezione)
- San Tommaso d'Aquino, Brescia, Morcelliana, 1931
- Catechismo degli increduli, Torino, Società Editrice Internazionale, 1937
- Il Cristianesimo e le filosofie, Brescia, Morcelliana, 1937
- Vita cattolica, Brescia, Queriniana, 1938
- Dio o niente?, Torino, Società Editrice Internazionale, 1940
- Dieci minuti di cultura spirituale ogni giorno (III edizione), Brescia, Morcelliana, 1944
- La vita intellettuale (V edizione), Roma, Editrice Studium, 1948
- Il problema del male (Vol. I: La storia; Vol. II: La soluzione), Brescia, Morcelliana, 2017
- Il miracolo della Chiesa, Brescia, Morcelliana, 1936

## Ristampe in lingua francese
a cura di Sr Pascale-Dominique Nau, OP 
- L'Art et la morale, Rome, 2017.
- La vie catholique I & II, Rome, 2017.
- L'Église I & II, Rome, 2017.
- L'amour chrétien, Rome, 2017.